# Adolfo Farsari

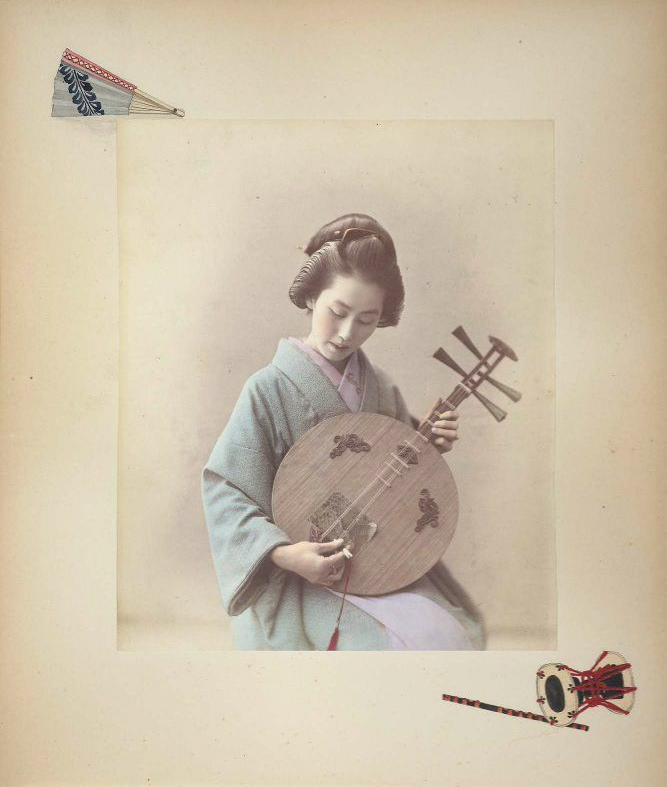
Portrét ženy hrající na yueqin, ručně kolorovaná fotografie, cca 1886

Adolfo Farsari (11. února 1841 Vicenza, Itálie – 7. února 1898, tamtéž) byl italský fotograf, který pracoval v Jokohamě. Mezi jeho motivy patří zejména portréty, krajiny a typické stavby japonské architektury.
Po krátké vojenské službě, včetně americké občanské války, se stal úspěšným podnikatelem a komerčním fotografem. Jeho fotografická práce byla vysoce ceněna, zvláště jeho ručně kolorované portréty a krajiny, které prodával převážně zahraničním obyvatelům i návštěvníkům země. Farsariho snímky byly široce distribuovány, prezentovány nebo publikovány v knihách a časopisech, někdy také jinými umělci a v jiných sdělovacích prostředcích, které formovaly zahraniční vnímání lidí a míst Japonska a do jisté míry ovlivnily také to, jak Japonec viděl sám sebe ve své zemi. Jeho studio, jedno z posledních pozoruhodných cizích studií v Japonsku, bylo jednou z největších a nejplodnějších komerčních fotografických firem v zemi. Především díky vysoké úrovni technických norem Farsariho a jeho podnikatelské schopnosti měla jeho práce významný vliv na vývoj fotografie v Japonsku.

## Život a dílo
Přibližně 80. léta v japonské fotografii byla mezníkem, kdy začalo tvořit více japonských fotografů, například Ogawa Kazumasa (1860–1929), Adolfo Farsari (1841–1898), Raimund von Stillfried (1839–1911), Kusakabe Kimbei (1841–1934), Šiniči Suzuki I (鈴木 真; 1835–1918) nebo Tamamura Kozaburó (玉村 康三郎; 1856–1923?). Přiřazení autorství fotografií autorovi nebo jeho studiu jen podle názvu se ukázalo jako obtížné. Je to částečně způsobeno vzájemným získáváním negativů mezi fotografy, a skutečností, že lidé kupující tyto fotografické suvenýry je sháněli často z různých ateliérů a pak je vkládali do společného alba. Například portrét Dcery úředníka se připisuje zároveň Adolfu Farsarimu, Kusakabe Kimbeiovi i Raimundovi von Stillfriedovi.
S Adolfem Farsarim se od 70. let 19. století přátelil Tonokura Cunetaró, který řídil každodenní záležitosti firmy, dokud se jejím majitelem nestal v roce 1901. V roce 1904 opustil společnost a založil vlastní studio.

## Galerie
Fotografie jsou označeny Farsariho jménem, následuje datum pořízení snímku, použitý fotografický proces a popisek.

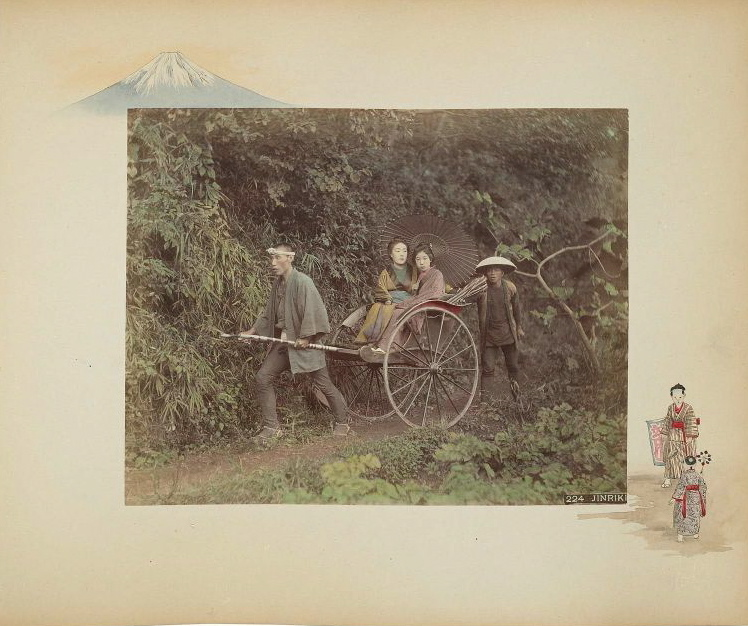
Jinriki, 1886, ručně kolorovaný albuminový tisk, řidič rikši, dva pasažéři a nosič
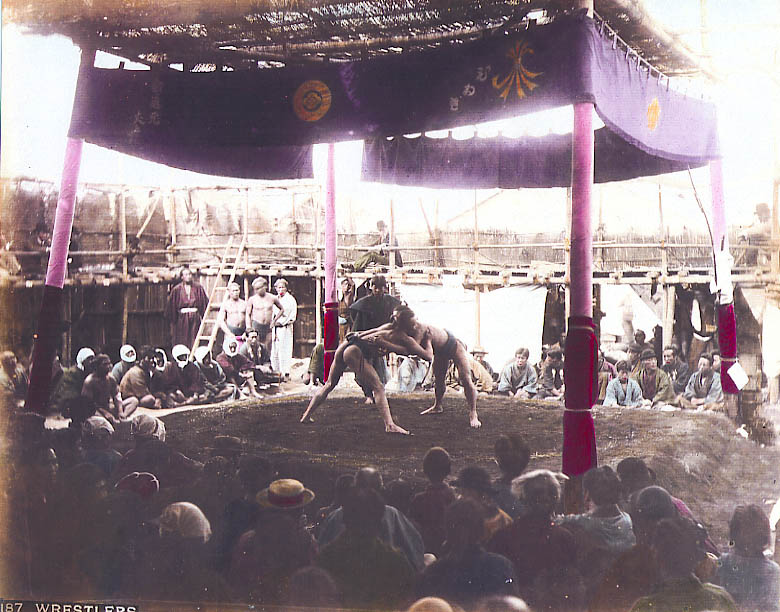
Zápasníci, asi 1886, ručně kolorovaný albuminový tisk, pohled na zápas rikishi
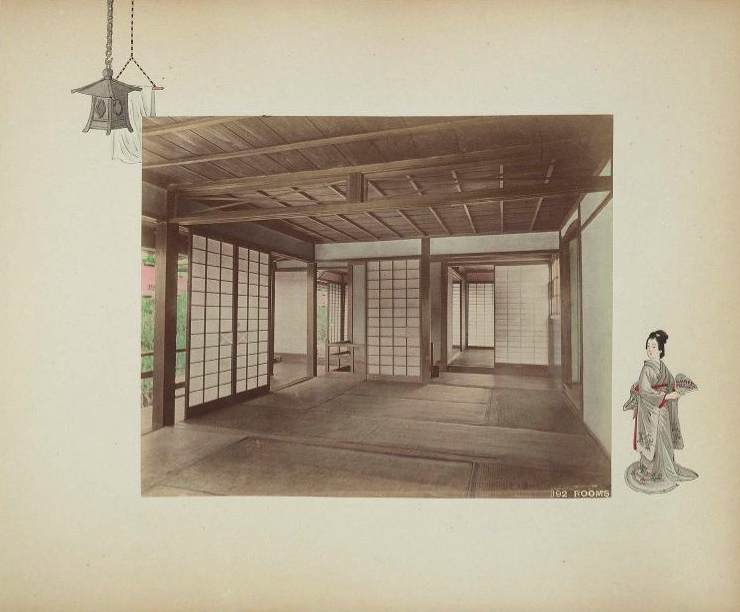
Rooms, 1886, ručně kolorovaný albuminový tisk na dekorované stránce alba, interiér domu, Japonsko
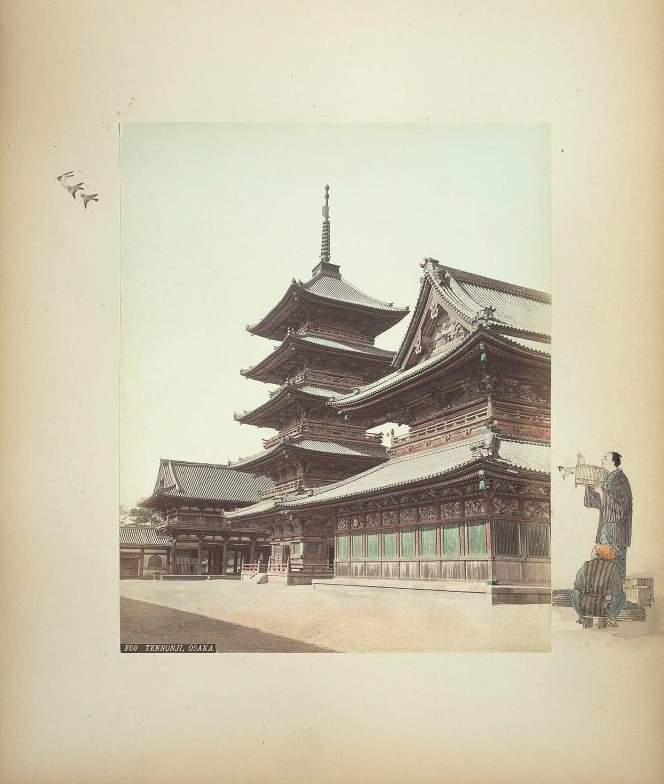
Tennonji, Osaka, mezi 1885 a 1890, ručně kolorovaný albuminový tisk na dekorované stránce alba, pohlednice Shitennō-ji, Osaka
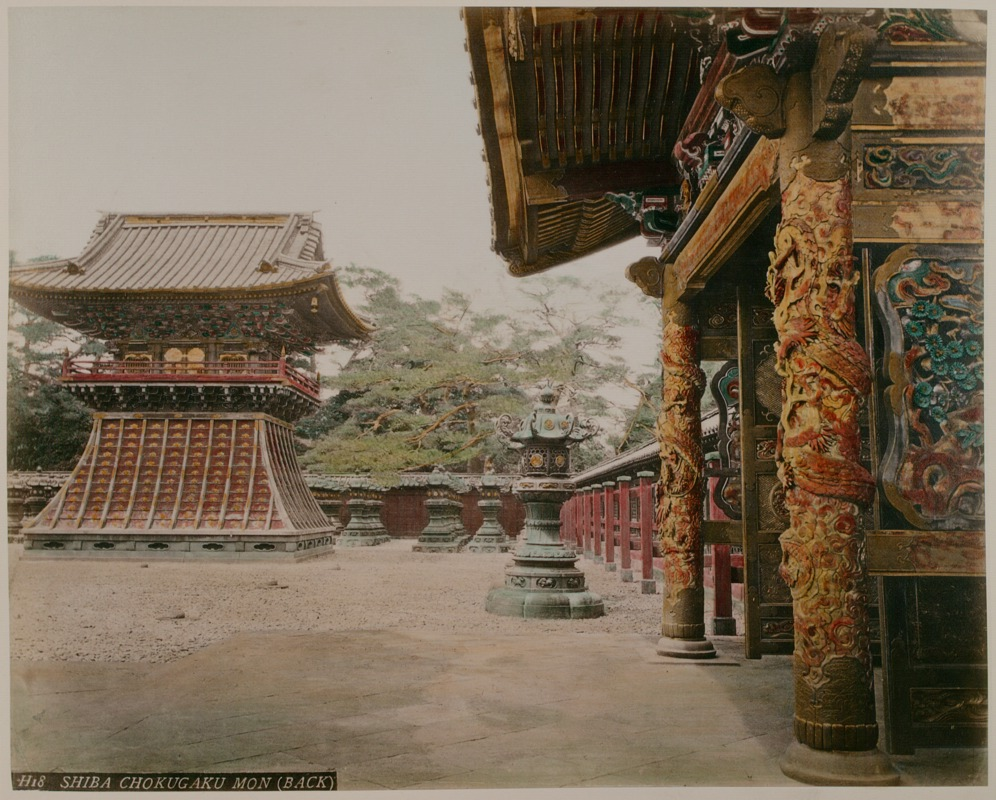
Shiba Chokugaku Mon (勅額門), mezi 1885 a 1890, ručně kolorovaný albuminový tisk
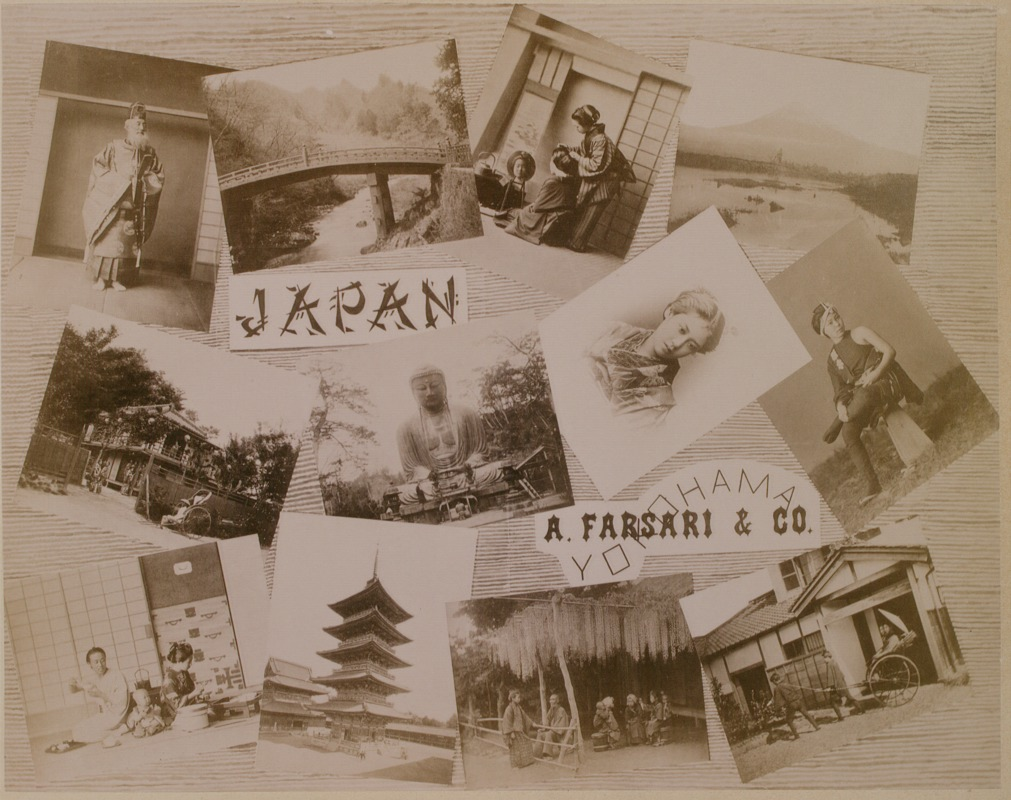
Japonsko, mezi 1885 a 1890, albuminový tisk, fotomontáž ze zdrojů snímků A. Farsari & Co.
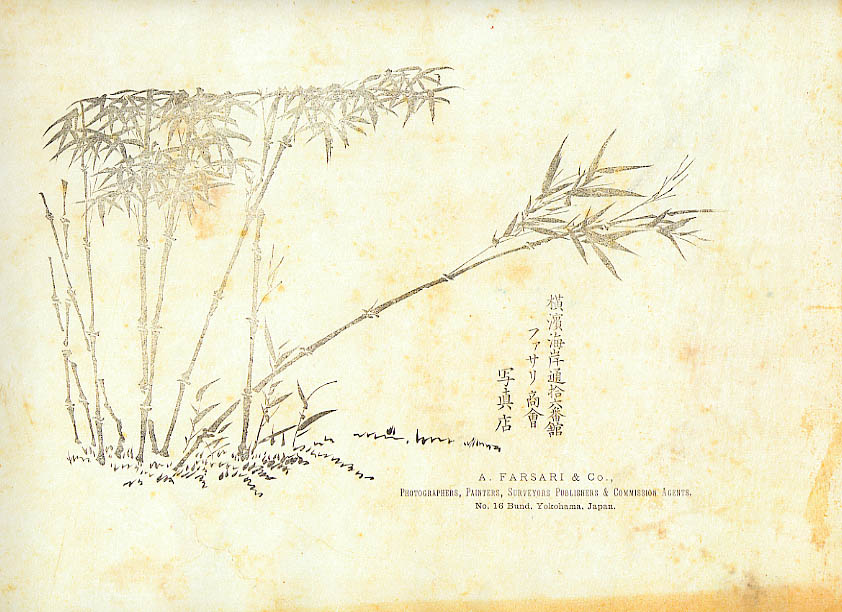
A. Farsari & Co., c. 1890, titulní stránka fotoalba A. Farsari & Co.
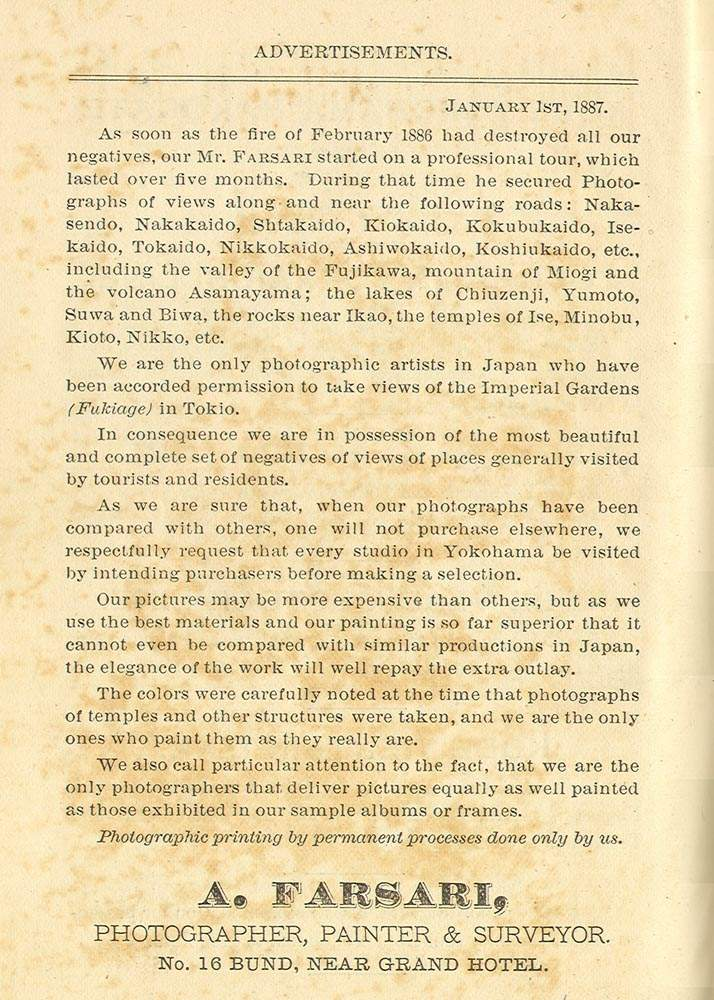
Reklama na A. Farsari & Co., 1887. V Keeling's Guide to Japan, 4th Edition, 2nd Issue, 1890.